# Jezero (Cseglény)
Jezero (1948 és 1991 között Jezero Stojčinovačko) falu Horvátországban, Pozsega-Szlavónia megyében. Közigazgatásilag Cseglényhez tartozik.

## Fekvése
Pozsegától légvonalban 29, közúton 42 km-re keletre, községközpontjától  légvonalban 6, közúton 9 km-re északkeletre, a Krndija-hegység déli lejtőin fekszik. 

## Története
A falu 1922-ben keletkezett az egykori kutjevói uradalom területén, amikor a horvát Zagorje területéről érkezett telepesek földet vásároltak itt. Egy hektárnyi föld ára ötszáz és ezer dínár között volt, melyet a velük kötött szerződés értelmében erdészeti munkásokként szolgáltak meg. Lakosságát csak 1948-ban számlálták meg először önállóan, amikor már 129 lakosa volt. 1991-től a független Horvátországhoz tartozik. 1991-ben lakosságának 85%-a horvát nemzetiségű volt. 2011-ben a településnek 8 lakosa volt. 

## Lakossága
| Lakosság változása | Lakosság változása | Lakosság változása | Lakosság változása | Lakosság változása | Lakosság változása | Lakosság változása | Lakosság változása | Lakosság változása | Lakosság változása | Lakosság változása | Lakosság változása | Lakosság változása | Lakosság változása | Lakosság változása | Lakosság változása |
| ------------------ | ------------------ | ------------------ | ------------------ | ------------------ | ------------------ | ------------------ | ------------------ | ------------------ | ------------------ | ------------------ | ------------------ | ------------------ | ------------------ | ------------------ | ------------------ |
| 1857               | 1869               | 1880               | 1890               | 1900               | 1910               | 1921               | 1931               | 1948               | 1953               | 1961               | 1971               | 1981               | 1991               | 2001               | 2011               |
| 0                  | 0                  | 0                  | 0                  | 0                  | 0                  | 0                  | 0                  | 129                | 149                | 152                | 113                | 57                 | 33                 | 13                 | 8                  |